# SolarEdge
SolarEdge es un proveedor de optimizadores de energía,  inversores solares y soluciones de monitorización de plantas fotovoltaica. Estos productos tienen por objeto aumentar la producción de energía a través de MPPT de nivel de módulo. Establecida en el 2006, la compañía cuenta con oficinas en los Estados Unidos, Alemania, Japón e Israel.

## Historia
SolarEdge fue establecida en el año 2006 por el ya fallecido CEO de la empresa, Guy Sella, junto con Handelsman Lior, Galin Yoav, Meir Adest y Fishelov Amir,
A finales del 2009, la compañía comenzó la producción en masa de sus productos a través del proveedor de servicios de fabricación electrónica Flextronics International Ltd.
En 2010, la empresa transportó un estimado de 250.000 optimizadores de energía y 12.000 inversores solares – llegando a un total de 50 megavatios generados y abarcando el 70% del mercado de optimizadores de energía.

## Instalaciones Fotovoltaicas
Las instalaciones fotovoltaicas tradicionales se caracterizan por contener una arquitectura de inversores centralizados o inversores monofásicos.
En esta topología el inversor ejecuta un seguimiento máximo del punto de potencia (MPPT – Maximum power point tracking) para grandes cantidades de paneles en su conjunto. Puesto que los paneles solares están conectados en serie para formar cadenas, la misma corriente debe fluir a través de todos los paneles, por lo que el inversor ajusta continuamente la corriente eléctrica en el sistema para encontrar el punto óptimo de trabajo promedio de todos los paneles.
Como resultado, la energía potencial se puede perder cada vez que existe un desajuste entre los paneles. Los desajustes en los paneles son inevitable en muchos casos, debido a la tolerancia de fabricación del panel, sombreado parcial, suciedad desigual, o ángulo de inclinación desigual.
Además, el poder se puede perder también debido a la lentitud de seguimiento de las condiciones atmosféricas dinámicas causadas por las nubes en movimiento, y días extremadamente calientes o fríos en que la tensión del sistema de voltaje de Corriente Continua puede exceder el rango de voltaje de entrada admisible del inversor.
Varios otros desafíos se enfrentan al tradicional enfoque fotovoltaico (centralizado): El diseño del sistema se ve limitado por la necesidad de adecuar todas las cadenas en longitud y orientación, vigilar la visibilidad y la detección de fallos se limita al inversor (o en algunos casos al nivel de cadena), y cadenas de alta tensión DC representan un riesgo de electrocución para instaladores y bomberos.

## Tecnología SolarEdge
SolarEdge aporta un sistema que previene la pérdida de energía de los paneles por desajustes del sistema. Esta tecnología evita la pérdida de energía mediante la ejecución de MPPT para cada panel individual. La cadena de Tensión se mantiene fija en todo momento, por lo que las cadenas se pueden combinar independientemente de la longitud, inclinación, o el tipo de paneles utilizados. La medición continua de rendimiento permite el monitoreo en línea y detección de fallos a nivel del panel. La seguridad de instaladores y bomberos se ve reforzada por el cierre de tensión de CC cada vez que se desconecta el inversor. Para lograr lo anterior sin aumentar el costo del sistema, en comparación con inversores estándar, SolarEdge adapta optimizadores de panel, así como su propio inversor y el portal web de vigilancia.

## Productos
El sistema SolarEdge consta de tres componentes:
- SolarEdge Power Optimizer: El Power Optimizer (Optimizador de Poder) está incrustado en cada panel por los fabricantes de paneles reemplazando la caja de conexiones, o es adaptado por los instaladores en los paneles fotovoltaicos regulares. El Power Optimizer optimiza la producción de energía mediante la realización de seguimiento del punto de máxima potencia (MPPT) de forma individual para cada panel. Además de mantener automáticamente una tensión fija de cadena. Esto le da a los instaladores una mayor flexibilidad en el diseño óptimo de los sistemas fotovoltaicos (como la combinación de cadenas en paralelo sin precedentes), y una mayor tolerancia a errores, porque el sistema automáticamente se mantiene dentro del rango de tensión admisible, independientemente de la longitud de la cadena, la temperatura o el sombreado.
- SolarEdge Inverter: El inversor solar de SolarEdge solo es responsable de la inversión de CC a CA (Corriente alterna) porque la MPPT y la administración del Voltaje son manejados por Optimizadores de poder separados para cada módulo. La tensión de cadena fija asegura una ejecución de alta eficiencia en todo momento, independientemente de la longitud de la cadena o la temperatura.

- Portal de Monitoreo SolarEdge: Una aplicación Web proporciona el monitoreo a nivel módulo, cadenas y de todo el sistema fotovoltaico. El software proporciona alertas automáticamente para una amplia gama de cuestiones que afectan a la generación de energía que de otro modo podrían pasar desapercibidos.[10]